# Inhibitory proteasomów
Inhibitory proteasomów – substancje działające unieczynniająco na proteasomy, znajdujące zastosowanie w leczeniu nowotworów. Bortezomib był pierwszym z tej grupy leków dopuszczonym na amerykański rynek farmaceutyczny.
Badano działanie inhibujące proteasomy disulfiramu, galusanu epigallokatechiny i salinosporamidu A.